# Club Calcio Vittoria 1978-1979
Questa voce raccoglie le informazioni riguardanti il Club Calcio Vittoria nelle competizioni ufficiali della stagione 1978-1979.

## Stagione
Alla sua prima stagione assoluta nel calcio professionistico, la squadra ottenne il dodicesimo posto nel girone D della Serie C2, raggiungendo la salvezza.

## Rosa
| N. |                   | Ruolo | Calciatore         |
| -- | ----------------- | ----- | ------------------ |
|    | Italia (bandiera) | P     | Andrea Condorelli  |
|    | Italia (bandiera) | P     | Nunzio Papale      |
|    | Italia (bandiera) | D     | Luigi Ferro        |
|    | Italia (bandiera) | D     | Paolo Caiola       |
|    | Italia (bandiera) | D     | Sebastiano Porchia |
|    | Italia (bandiera) | D     | Gerardo Tosolini   |
|    | Italia (bandiera) | D     | Nereo Santarossa   |
|    | Italia (bandiera) | C     | Pietro Lo Monaco   |

| N. |                   | Ruolo | Calciatore           |
| -- | ----------------- | ----- | -------------------- |
|    | Italia (bandiera) | C     | Fulvio Cabiddu       |
|    | Italia (bandiera) | C     | Paolo Pieri          |
|    | Italia (bandiera) | C     | Gaetano Falbo        |
|    | Italia (bandiera) | A     | Carmelo Pasqualino   |
|    | Italia (bandiera) | A     | Mauro Zampollini     |
|    | Italia (bandiera) | A     | Carlo Migliorini     |
|    | Italia (bandiera) | A     | Salvatore Moscato    |
|    | Italia (bandiera) | A     | Vittorio Schifilliti |

## Risultati

### Campionato

#### Girone di andata
| 1º ottobre 1978 1ª giornata | Vittoria | 2 – 0 | Vigor Lamezia |  |

| 8 ottobre 1978 2ª giornata | Cassino | 1 – 1 | Vittoria |  |

| 15 ottobre 1978 3ª giornata | Vittoria | 0 – 1 | Nuova Igea |  |

| 22 ottobre 1978 4ª giornata | Trapani | 0 – 0 | Vittoria |  |

| 29 ottobre 1978 5ª giornata | Vittoria | 2 – 0 | Alcamo |  |

| 5 novembre 1978 6ª giornata | Marsala | 1 – 0 | Vittoria |  |

| 12 novembre 1978 7ª giornata | Vittoria | 1 – 1 | Palmese |  |

| 19 novembre 1978 8ª giornata | Potenza | 0 – 0 | Vittoria |  |

| 26 novembre 1978 9ª giornata | Ragusa | 1 – 0 | Vittoria |  |

| 3 dicembre 1978 10ª giornata | Vittoria | 1 – 1 | Savoia |  |

| 10 dicembre 1978 11ª giornata | Siracusa | 2 – 1 | Vittoria |  |

| 17 dicembre 1978 12ª giornata | Vittoria | 1 – 2 | Messina |  |

| 30 dicembre 1978 13ª giornata | Sorrento | 2 – 0 | Vittoria |  |

| 7 gennaio 1979 14ª giornata | Vittoria | 2 – 1 | Cosenza |  |

| 14 gennaio 1979 15ª giornata | Casertana | 1 – 1 | Vittoria |  |

| 21 gennaio 1979 16ª giornata | Crotone | 1 – 1 | Vittoria |  |

| 28 gennaio 1979 17ª giornata | Vittoria | 1 – 1 | Rende |  |

#### Girone di ritorno
| 4 febbraio 1979 18ª giornata | Vigor Lamezia | 2 – 1 | Vittoria |  |

| 11 febbraio 1979 19ª giornata | Vittoria | 0 – 2 | Cassino |  |

| 18 febbraio 1979 20ª giornata | Nuova Igea | 1 – 0 | Vittoria |  |

| 25 febbraio 1979 21ª giornata | Vittoria | 1 – 0 | Trapani |  |

| 4 marzo 1979 22ª giornata | Alcamo | 1 – 0 | Vittoria |  |

| 11 marzo 1979 23ª giornata | Vittoria | 1 – 1 | Marsala |  |

| 25 marzo 1979 24ª giornata | Palmese | 2 – 0 | Vittoria |  |

| 1º aprile 1979 25ª giornata | Vittoria | 1 – 0 | Potenza |  |

| 8 aprile 1979 26ª giornata | Vittoria | 1 – 0 | Ragusa |  |

| 22 aprile 1979 27ª giornata | Savoia | 2 – 1 | Vittoria |  |

| 29 aprile 1979 28ª giornata | Vittoria | 0 – 0 | Siracusa |  |

| 6 maggio 1979 29ª giornata | Messina | 1 – 2 | Vittoria |  |

| 13 maggio 1979 30ª giornata | Vittoria | 3 – 3 | Sorrento |  |

| 20 maggio 1979 31ª giornata | Cosenza | 0 – 1 | Vittoria |  |

| 27 maggio 1979 32ª giornata | Vittoria | 2 – 0 | Casertana |  |

| 3 giugno 1979 33ª giornata | Vittoria | 4 – 1 | Crotone |  |

| 9 giugno 1979 34ª giornata | Rende | 2 – 0 | Vittoria |  |